# 타겟 광고

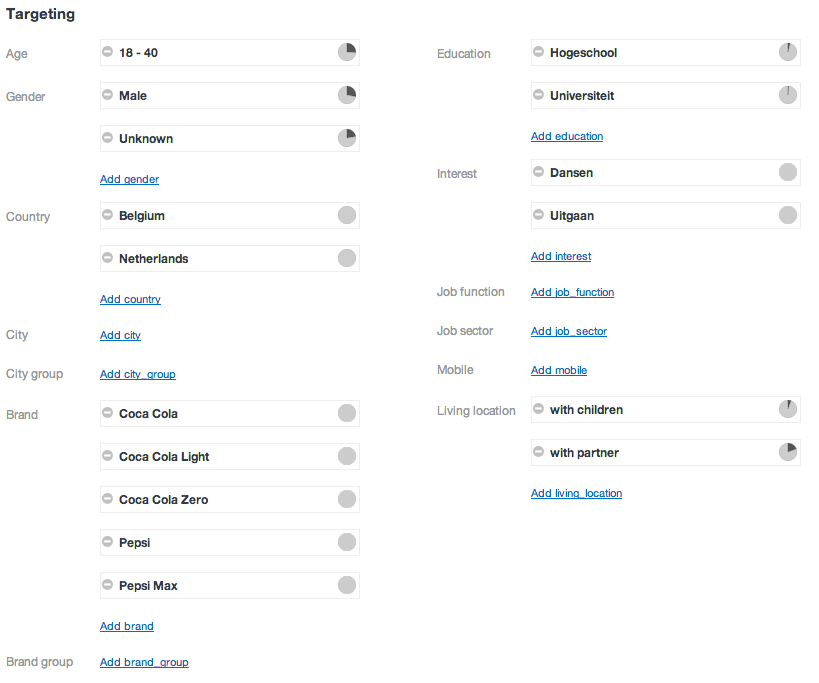
온라인 광고 시스템의 타겟팅 예

타겟 광고는  온라인 광고를 포함한 광고의 한 형태로, 광고주가 홍보하는 제품이나 사람을 기반으로 특정 특성을 가진 잠재 고객을 대상으로 한다. 이러한 특성은 인종, 경제적 지위, 성별, 연령, 세대, 교육 수준, 소득 수준, 고용에 초점을 맞춘 인구통계학적 특성일 수도 있고, 소비자 가치, 성격, 태도, 의견, 라이프스타일 및 관심에 기반을 둔 심리적 초점이 있을 수도 있다. 이러한 초점은 브라우저 기록, 구매 기록 및 기타 최근 온라인 활동과 같은 행동 변수도 포함할 수 있다. 이러한 개인은 관심이 없고 선호도가 특정 제품의 속성과 일치하지 않는 사람 대신 메시지를 받게 된다. 이를 통해 낭비를 제거할 수 있다.
간판, 신문, 잡지, 라디오 채널을 포함한 전통적인 형태의 광고들이 점차 온라인 광고로 대체되고 있다. 정보 및 통신 기술 (ICT) 공간이 최근 변화하여 웹, IPTV 및 모바일 환경과 같은 모든 ICT 기술에 걸쳐 타겟 광고가 확장되고 있다. 최근의 광고에서는 대상 광고가 여러 ICT 채널로 응집하여 확산됨에 따라 그 중요성이 급격히 증가하고 있다.

새로운 온라인 채널의 출현으로, 회사들은 정보 기술을 통해 낭비되는 광고를 최소화하는 것을 목표로 하기 때문에, 표적 광고의 필요성이 점차 커지고 대부분의 표적 뉴미디어 광고는 현재 소비자의 온라인 또는 모바일 웹 활동 추적, 과거 웹 페이지 소비자 인구 통계와 새로운 소비자 웹 페이지 액세스를 연결하는 것과 같은 대상에 대해 2차 프록시 사용하고 있으며, 검색어로 상황에 맞는 광고를 사용한다.

## 종류
웹 서비스는 인터넷 기업을 위한 새로운 비즈니스 벤처와 수익을 지속적으로 창출하고 있다. 기업은 웹 사용자에 대한 정보를 수집할 수 있는 기술을 빠르게 개발했다. 인터넷 서비스 제공 업체는 사용자가 방문하는 웹 사이트를 추적하고 모니터링하여 소비자의 선호도와 관련된 광고를 직접 표시할 수 있다. 오늘날 대부분의 웹 사이트는 이러한 타겟팅 기술을 사용하여 사용자의 인터넷 행동 을 추적 하고 있으며 현재의 개인 정보 문제에 관해 많은 논쟁을 야기하고 있다.

### 검색 엔진 마케팅
검색 엔진 마케팅은 검색 엔진을 사용하여 고객에게 접근한다. 예를 들어 Google의 리마케팅 캠페인은 웹 사이트가 자신의 웹 사이트를 방문한 컴퓨터의 IP 주소를 사용하여 이전에 웹 사이트에 있었던 사용자에게 광고를 리마케팅하는 타겟팅 광고의 한 유형이다. Google 디스플레이 네트워크에서 또는 Google 검색 엔진에서 제품 또는 서비스와 관련된 키워드를 검색 할 때, 동적 리마케팅은 광고에 소비자가 이전에 광고주의 웹 사이트에서 본 제품이나 서비스를 광고에 포함 할 수 있으므로 타겟팅된 광고를 개선할 수 있다.
Google 애드워즈는 광고가 표시되는 방식이 서로 다르다. 검색 네트워크는 ' Google 검색,지도 및 쇼핑과 같은 기타 Google 사이트 및 검색 결과와 일치하는 애드워즈 광고를 게재하는 Google 이외의 검색 파트너 웹 사이트 수백 개에 광고를 표시한다. '디스플레이 네트워크에는 특정 페이지의 콘텐츠와 일치하는 애드워즈 광고를 게재하는 Google 웹 사이트 (예 : Google Finance, Gmail, Blogger, YouTube ), 파트너 사이트, 모바일 사이트 및 앱이 포함된다.'  예를 들어, 검색 네트워크는 특정 제품 또는 서비스를 찾는 소비자에게 도달하기 위한 목표를 가진 회사에 도움이 될 수 있다.
광고 캠페인이 사용자를 타겟팅 할 수 있는 다른 방법은 브라우저 기록과 검색 기록을 사용하는 것이다. 예를 들어, Google과 같은 검색 엔진에 사용자 유형 홍보 펜, 홍보 펜 광고는 유기 페이지 위의 페이지 상단에 표시된다. 이러한 광고는 사용자의 IP 주소 영역을 타겟팅하여 해당 지역 또는 주변 지역의 제품 또는 서비스를 보여준다. 광고 게재 순위가 높을수록 품질 점수가 높은 광고이다. 광고 품질은 품질 평가 점수의 5 가지 구성 요소의 영향을 받는다.
- 광고의 예상 클릭률
- 방문 페이지의 품질
- 광고 / 검색 관련성
- 지리적 퍼포먼스
- 대상 기계

이러한 기준에 따라 순위가 매겨지면, 광고 적격성, 클릭당 실제 비용(CPC), 광고 포지셔닝 및 입찰 입찰 추정치를 개선함으로써 광고주에게 영향을 미친다. 요약하자면, 품질 점수가 높을수록, 광고 선정이 개선되고 비용이 절감된다.
Google은 디스플레이 네트워크를 사용하여 사용자가 보고있는 내용을 추적하고 정보를 수집한다. 사용자가 Google 디스플레이 네트워크를 사용하는 웹 사이트를 방문하면 쿠키를 Google에 전송하여 사용자에 대한 정보, 사용자가 검색 한 내용, 출처, IP 주소로 찾은 정보를 표시 한 다음 프로필을 작성한다. 이를 통해 Google은 사용자에게보다 구체적으로 광고를 쉽게 타겟팅 할 수 있다. 예를 들어 사용자가 홍보용 펜을 판매하는 홍보 회사의 웹 사이트를 자주 방문하는 경우 Google은 방문한 웹 사이트에 대한 정보뿐만 아니라 연령, 성별, 위치 및 기타 인구 통계 정보와 같은 사용자 데이터를 수집한다. 그런 다음 프로모션 제품의 범주에 포함되어 Google에서 사용자가 프로모션 제품과 관련하여 방문하는 웹 사이트에 광고를 쉽게 표시 할 수 있다. 이러한 유형의 광고는 사용자의 웹 사이트 행동을 추적하고 이전 페이지 또는 검색어를 기반으로 광고를 표시하기 때문에 행동 광고라고도한다. ( "타겟팅 광고의 예")

### 소셜 미디어 타겟팅
소셜 미디어 타겟팅은 지역 타겟팅, 행동 타겟팅, 사회 심리적 타겟팅과 같은 일반적인 타겟팅 속성을 사용하고 각 소셜 미디어 플랫폼에서 소비자가 제공 한 정보를 수집하는 타겟팅 광고의 한 형태이다. 미디어 사용자의 조회 이력에 따르면 해당 상품에 관심이 있는 고객은 특정 제품이나 서비스의 광고에 자동으로 타겟팅된다. 예를 들어 Facebook은 플랫폼의 감시 인프라에서 방대한 양의 사용자 데이터를 수집한다. 사용자의 좋아요, 보기 이력, 지리적 위치와 같은 정보는 개인화된 제품으로 소비자를 세부 타겟으로 삼는 데 활용된다. 소셜 미디어는 또한 소비자의 프로필을 만들고 모든 관심사와 '좋아요'를 찾기 위해 사용자의 프로필 한 곳만 보면 된다.
예 Facebook에서는 광고주가 성별, 연령, 위치와 같은 광범위한 특성을 사용하여 타겟팅 할 수 있다. 또한 인구 통계, 행동 및 관심사를 기반으로보다 좁은 타겟팅이 가능하다. (Facebook의 다양한 유형의 타겟팅 옵션에 대한 포괄적 인 목록 참조 ).

### 텔레비전
광고는 디지털 케이블  또는 over-the-top 비디오를 시청하는 특정 소비자를 대상으로 할 수 있다. 연령, 성별, 위치, 영화 등에 대한 개인적인 관심사에 따라 타겟팅 할 수 있다. 케이블 박스 주소는 결혼, 교육, 범죄 기록 및 신용 기록에 대한 정보를 포함하여 Acxiom, Equifax 및 Experian 과 같은 데이터 브로커의 정보와 상호 참조 될 수 있다. 정치 캠페인은 또한 정당 가입과 같은 공공 기록과 일치할 수 있으며 어떤 선거와 정당 예비 선거에 투표를 했는지도 알 수 있다.

### 모바일 장치
2000년대 초부터 광고는 온라인에서 널리 퍼져 왔으며 최근에는 모바일 환경에 보급되었다. 모바일 장치를 기반으로 한 타겟팅 된 광고를 통해 소비자의 관심사뿐 아니라 위치 및 시간에 대한 정보를 전송할 수 있다. 이것은 광고주들이 그들의 스케줄과 더 구체적인 변화하는 환경에 맞출 수 있는 광고를 제작할 수 있게 한다.

### 콘텐츠 및 문맥적 타겟팅
가장 간단한 타겟팅 방법은 콘텐츠 / 문맥 타겟팅이다. 이것은 광고주가 존재하는 상대적인 콘텐츠를 기반으로 특정 위치에 광고를 배치하는 경우이다. 사용되는 또 다른 이름은 소비되는 컨텍스트에 해당하는 콘텐츠 지향 광고이다. 이 타겟팅 방법은 다양한 매체에서 사용할 수 있다. 예를 들어 온라인 기사에서 주택을 구매하면 보험 광고와 같이 이러한 맥락과 관련된 광고가 있을 것이다. 이는 일반적으로 페이지의 내용을 분석하거나 키워드를 찾아 관련 광고를 표시하는 광고 매칭 시스템을 통해 이루어지며 때로는 팝업을 통해 제공된다.  때로는 광고 매칭 시스템이 실패 할 수 있다. 이로 인해 콘텐츠에 적합하지 않은 모순 된 광고가 게재 될 수 있다.

### 기술적 타겟팅
기술적 타겟팅은 사용자 자신의 소프트웨어 또는 하드웨어 상태와 관련이 있다. 광고는 사용자의 사용 가능한 네트워크 대역폭에 따라 변경된다. 예를 들어 사용자가 연결이 제한된 휴대전화를 사용하는 경우 광고 전달 시스템은 더 빠른 데이터 전송 속도를 위해 더 작은 버전의 광고를 표시한다.
주소 지정이 가능한 광고 시스템은 광고에 노출된 소비자와 관련된 인구 통계학적, 심리적 또는 행동적 속성을 기반으로 직접 광고를 제공한다. 이러한 시스템은 항상 디지털이며, 광고를 제공하는 엔드포인트(셋톱 박스, 웹 사이트 또는 디지털 부호)가 광고를 제공하는 시점에 해당 엔드포인트와 관련된 소비자 속성에 따라 다른 엔드포인트와 독립적으로 광고를 렌더링할 수 있어야 한다는 점에서 주소를 지정할 수 있어야 한다. 따라서, 주소 지정 가능한 광고 시스템은 광고 선택 및 제공을 위한 기준으로 엔드포인트와 관련된 소비자 특성을 사용해야 한다.

### 시간 타겟팅
Journal of Marketing 에 따르면 2016년에 18억 명 이상의 고객이 웹 기반 네트워킹 미디어를 통해 매일 최소 118분을 소비했다. 이러한 클라이언트 중 거의 77 %는 좋아요, 댓글 달기, 콘텐츠 관련 링크 클릭을 통해 콘텐츠와 상호 작용한다. 이러한 놀라운 구매자 추세로 인해 광고주는 광고 효율성을 극대화하기 위해 콘텐츠를 예약할 적절한 시간을 선택하는 것이 중요하다.
콘텐츠를 예약하는 데 가장 효과적인 시간을 결정하려면 뇌가 기억을 유지하는 데 가장 효과적인 시기를 아는 것이 중요하다. 시간 심리학 연구는 하루 중 시간이 사람의 작업 기억 접근성에 있어 주간 다양성에 영향을 미치고 작업 기억 접근성이 낮은 시기에 작업 기억 효과를 구축하기 위한 억제 절차의 제정을 발견했다고 밝혔다. 작업 기억은 언어 지각, 학습 및 추론에 필수적이라는 것을 알고 있다. 빠른 데이터를 버리고, 복구하고, 준비 할 수 있는 능력을 제공한다. 많은 사람들에게 작업 기억 접근성은 하루가 시작될 때 좋으며 저녁에는 대부분 감소하고 밤에는 보통 수준이다.

### 사회인구학적 타겟팅
사회인구학적 타겟팅은 소비자의 특성에 중점을 둔다. 여기에는 연령, 세대, 성별, 급여 및 국적이 포함된다. 아이디어는 사용자를 구체적으로 타겟팅하고 수집된 데이터를 사용하는 것입니다 (예 : 18 ~ 24 세 연령대의 남성을 타겟팅). Facebook은 계정에 사용자의 개별 인구 통계와 관련된 광고를 표시하여 이러한 형태의 타겟팅을 사용하며, 이는 배너 광고 또는 상업 동영상의 형태로 표시 될 수 있다.

## 같이 보기
- 개인화
- 감시 자본주의